# Synchiropus bartelsi
Synchiropus bartelsi là một loài cá biển thuộc chi Cá đàn lia gai (Synchiropus) trong họ Cá đàn lia. Loài này được mô tả lần đầu tiên vào năm 1981.

## Phân bố và môi trường sống
S. bartelsi có phạm vi phân bố ở Tây Thái Bình Dương. Loài này được tìm thấy tại vùng biển thuộc Philippines và Indonesia. S. bartelsi sống ở độ sâu khoảng 35 m.

## Mô tả
Mẫu vật lớn nhất của S. bartelsi có chiều dài cơ thể được ghi nhận là 4,5 cm.